# Emil and the Detectives
Emil and the Detectives (bra: Em Busca da Aventura) é um filme estadunidense de 1964, dos gêneros aventura e comédia dramática, dirigido por Peter Tewksbury. O roteiro é baseado no romance homônimo de Erich Kästner. Ficou conhecido também como "The Three Shrinks" quando foi exibido como seriado no programa da TV norte-americana Mickey Mouse Club 

## Elenco
- Walter Slezak...Barão
- Brian Russel...Emil Tischbein
- Roger Mobley...Gustav
- Heinz Schubert...Grundeis
- Peter Ehrlich...Muller
- Elso Wagner...Naná, a avó de Emil
- Eva Ingeborg Scholz...mãe de Emil
- Wolfgang Volz...Sargento
- Franz Nicklisch...policial

## Sinopse
O menino Emil Tischbein viaja sozinho de ônibus com destino a Berlim para passar um feriado com sua avó. A mãe lhe dera um envelope com 400 marcos para entregar a idosa, gesto que é flagrado pelo ladrão foragido Grundeis, conhecido como Toupeira, que passa a seguir o menino. Grundeis rouba o dinheiro de Emil durante a viagem quando o menino estava adormecido. Mas é visto ao fugir pelas ruas de Berlim e Emil o segue até um restaurante e tenta pedir ajuda a um guarda de trânsito que não acredita nele. Mas o esperto adolescente Gustav ouve a história e lhe oferece seus serviços, identificando-se como "detetive particular". Emil e Gustav, ajudado por outros meninos "detetives" e depois pela prima adolescente de Emil, Ponny, uma aspirante a jornalista, conseguem descobrir o paradeiro de Grundeis e sua associação com dois homens misteriosos - os perigosos criminosos Barão e Muller. Grundeis, que ficara famoso ao construir um túnel por debaixo do Muro de Berlim, é aliciado pelos criminosos para cavar até o cofre de um banco e Emil e Gustav, ao continuarem na pista dos bandidos, passam a sofrer perigo mortal.